# یواس‌اس اورگن سیتی (سی‌ای-۱۲۲)
یواس‌اس اورگن سیتی (سی‌ای-۱۲۲) (به انگلیسی: USS Oregon City (CA-122)) یک کشتی بود که طول آن ۶۷۳ فوت ۵ اینچ (۲۰۵٫۲۶ متر) بود. این کشتی در سال ۱۹۴۵ ساخته شد.